# Le Seul Bandit du village
Le Seul Bandit du village est un moyen métrage français réalisé par Robert Bossis, sorti en 1931,.

## Fiche technique
- Titre : Le Seul Bandit du village
- Réalisation : Robert Bossis
- Scénario : d'après la pièce Le Seul Bandit du village de Tristan Bernard
- Production et distribution : Paramount Pictures
- Format : Noir et blanc — 35 mm — 1,37:1 — Son : Mono
- Genre : Comédie

## Distribution
- Félicien Tramel
- Germaine Risse
- Georges Bever
- Robert Jysor
- Jean Gobet
- Lise Hestia